# Ghiacciaio Letnitsa

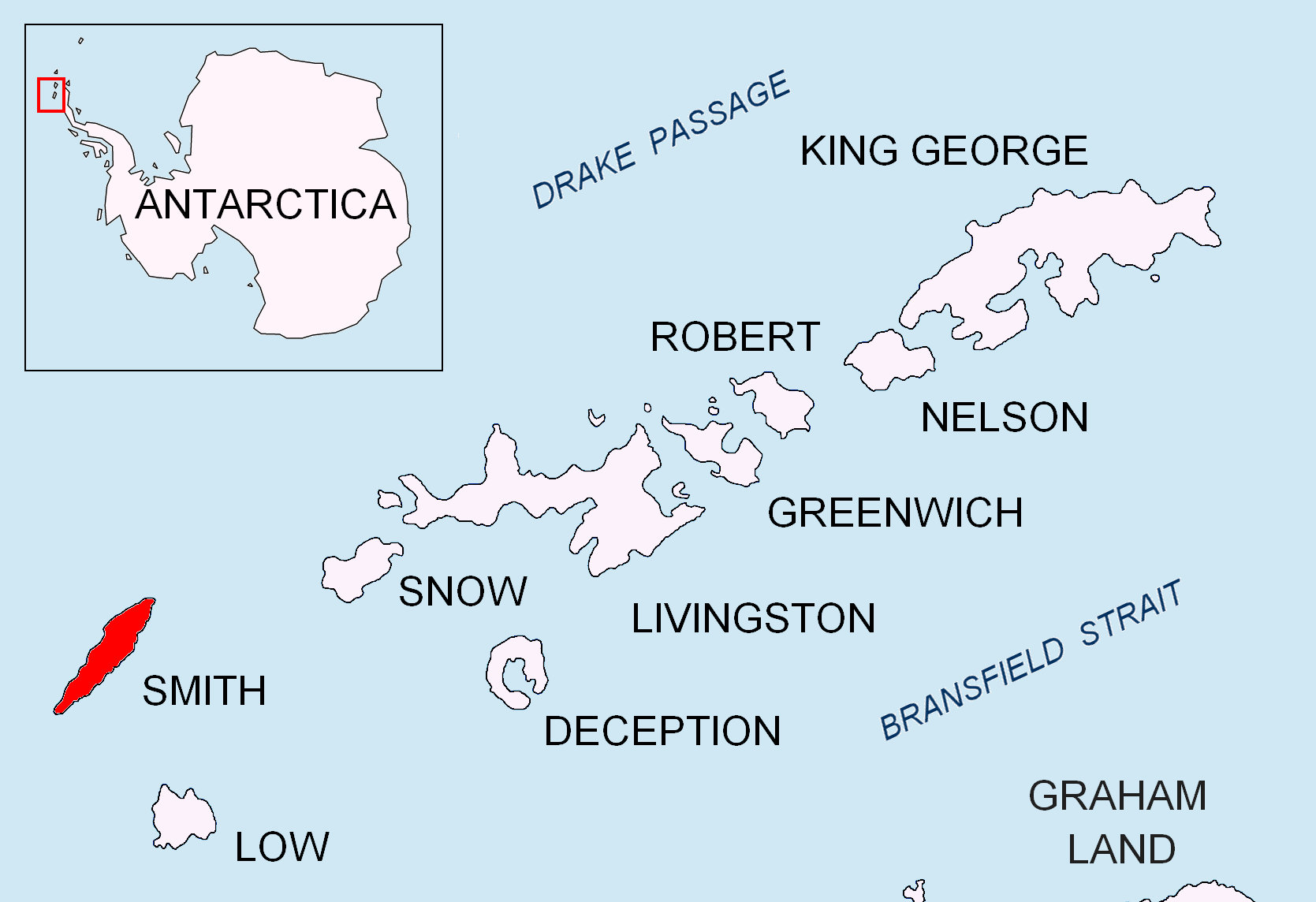
Localizzazione dell'Isola Smith, nelle Isole Shetland Meridionali.

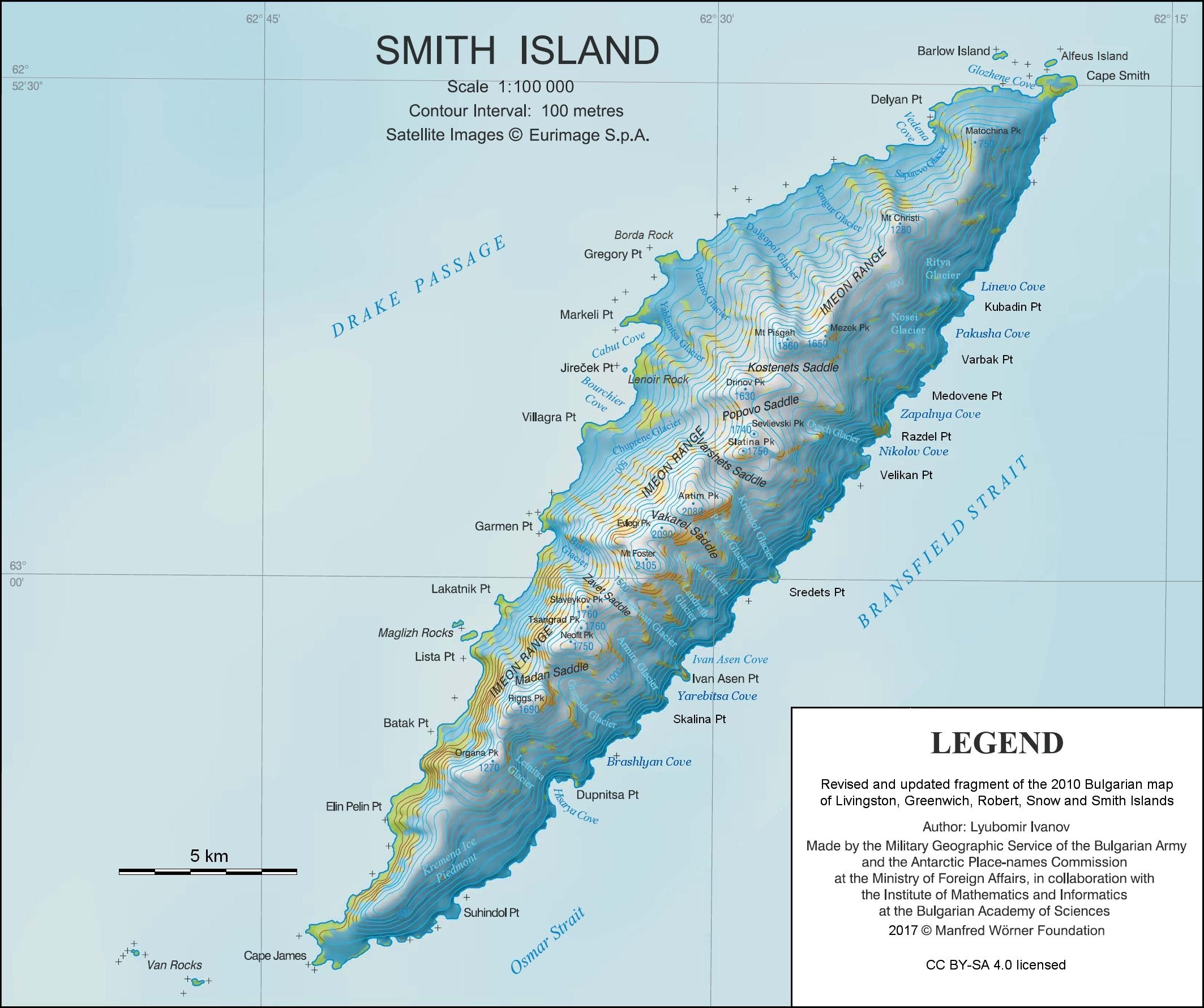
Mappa topografica dell'Isola Smith. Il Ghiacciaio Letnitsa si trova nella parte inferiore dell'immagine, verso la costa sudorientale dell'isola.

Il Ghiacciaio Letnitsa, (in lingua bulgara: ледник Летница, Lednik Letnitsa) è un ghiacciaio, lungo 1,8 km, situato nell'Isola Smith, nelle Isole Shetland Meridionali, in Antartide.

## Caratteristiche
Il ghiacciaio drena i versanti sudorientali dell'Imeon Range a est di Organa Peak e a sud di Riggs Peak. 
È localizzato alle coordinate 63°03′05″S 62°36′25″W.
È situato a sudovest del Ghiacciaio Armira e del Ghiacciaio Gramada, e a nordest del Kremena Ice Piedmont; fluisce in direzione sudest verso la Hisarya Cove nello Stretto Osmar. 
Mappatura bulgara nel 2009.

## Denominazione
La denominazione è stata assegnata dalla Commissione bulgara per i toponimi antartici in riferimento alla città di Letnitsa, situata nella parte settentrionale della Bulgaria.

## Mappe
- Chart of South Shetland including Coronation Island, &c. from the exploration of the sloop Dove in the years 1821 and 1822 by George Powell Commander of the same. Scale ca. 1:200000. London: Laurie, 1822.
- L.L. Ivanov. Antarctica: Livingston Island and Greenwich, Robert, Snow and Smith Islands. Scale 1:120000 topographic map. Troyan: Manfred Wörner Foundation, 2010. ISBN 978-954-92032-9-5 (First edition 2009. ISBN 978-954-92032-6-4)
- South Shetland Islands: Smith and Low Islands. Scale 1:150000 topographic map No. 13677. British Antarctic Survey, 2009.
- Antarctic Digital Database (ADD). Scale 1:250000 topographic map of Antarctica. Scientific Committee on Antarctic Research (SCAR). Since 1993, regularly upgraded and updated.
- L.L. Ivanov. Antarctica: Livingston Island and Smith Island. Scale 1:100000 topographic map. Manfred Wörner Foundation, 2017. ISBN 978-619-90008-3-0